# Amauropelta heteroptera
Amauropelta heteroptera là một loài thực vật có mạch trong họ Thelypteridaceae. Loài này được (Desv.) Holttum mô tả khoa học đầu tiên năm 1974.